# Lucas Fischer (ginnasta)
Lucas Fischer (Brugg, 30 agosto 1990) è un ginnasta, ballerino e cantante svizzero, specializzato nelle parallele simmetriche e nella sbarra. È stato vicecampione continentale agli europei individuali di Mosca 2013 nelle parallele simmetriche.

## Biografia
Ha iniziato a praticare ginnastica artistica all'età di cinque anni. Il suo primo club d'appartenenza è stato il SATUS di Oberentfelden. Nel 2000 è stato inserito nelle giovanili e nel 2003 nella rosa dei giovani. Nel 2004 ha esordito a livello internazionale under 16 e ha raggiunto il quinto posto al torneo internazionale junior di Cottbus. Nel 2005 è entrato a far parte della nazionale juniores e ha vinto il concorso individuale all arround al torneo internazionale under 16 di Avignone. Nel 2006 è stato convocato ai campionati europei juniores in Grecia, dove è arrivato quarto nella prova a squadre e nel corpo libero. Nel 2007 ha vinto cinque titoli del campionato svizzero junior. L'anno successivo ha vinto il primo titolo nazionale élite nelle parallele simmetriche ed è arrivato secondo nella sbarra.
Ha ottenuto il suo più grande successo agli europei individuali di Mosca 2013, dove ha conquistato l'argento nelle parallele simmetriche. Lo stesso anni alla Coppa del Mondo di Cottbus è giunto terzo.
Nel 2010 ha iniziato a soffrire di epilessia. Nel settembre 2013 ha dovuto cancellare i Campionati del Mondo 2013 con breve preavviso dopo un episodio della malattia. Ha poi dovuto subire due operazioni al ginocchio.
Si è impegnato nelle lezioni di canto. Occasionalmente ha pubblicato delle canzoni: nel marzo 2013 si è esibito in un video con la cover di Someone like You di Adele e nel 2014 ha cantato una sua composizione, Back Right Now.
Nell'estate del 2015 ha avuto un problema alla mano che lo ha spinto a ritirarsi dell'attività agonistica a soli 25 anni. Ha quindi annunciato pubblicamente il suo ritiro il 15 settembre di quell'anno.
Nel gennaio 2017, con il gruppo Holmikers ha vinto un clown di bronzo al Festival internazionale del circo di Monte Carlo e hanno sviluppato una mostra personale. Dal 12 luglio 2017 è apparso nel musical Cats sul palco del Thunerseespiele, interpretando il personaggio del gatto Tumblebrutus.
Nel 2017, ha pubblicato, con Katrin Sutter, il libro Lucas Fischer - Tigerherz Die Schicksalsgeschichte eines Spitzenturners mit Epilepsie (letteralmente: Lucas Fischer - Tigerherz - la fatidica storia di una ginnasta di alto livello con epilessia) dedicato alla storia della sua vita. Il volume ha raggiunto il 15º posto nella classifica ufficiale dei bestseller svizzeri. Ha preso parte all'undicesima edizione della trasmissione Das Supertalent dell'emittente tedesca RTL Television.
Ha fatto coming out come omosessuale il 30 settembre 2018. Ha partecipato al Pride di Zurigo ed è impegnato nell'attivismo LGBT. Nell'ottobre dello stesso anno ha pubblicato la canzone Set New Signs.

## Palmarès
- Europei individuali

Mosca 2013: argento nelle parallele simmetriche

## Premi
- Clown di bronzo al Festival internazionale del circo di Monte Carlo (2017)

## Opere
- Katrin Sutter, Lucas Fischer, Lucas Fischer - Tigerherz Die Schicksalsgeschichte eines Spitzenturners mit Epilepsie, 1. Auflage, ISBN 978-3-9524654-0-0, OCLC 971203450. URL consultato il 2 febbraio 2021.